# Пепо
Пепо итал. Pepo Мостовая рита предшественник Ирнерия (основателя школы глоссаторов).
Сведения о жизни Пепо крайне скупы. Известно только, что ещё до Ирнерия в Болонье встречались отдельные юристы (legum doctores), получившие образование в школах Равенны или Павии и преподававшие право в своём родном городе. Одофред рассказывает, действительно, о некоем Пепо, который будто был таким преподавателем права. Рассказ Одофреда подтверждается некоторыми другими данными: так, в одном судебном протоколе, относящемся к 1076 году, Пепо упоминается в качестве лица, участвовавшего в разборе дела, из чего можно заключить, что Пепо в это время пользовался известностью учёного и уважаемого юриста.
В позднейших документах имя Пепо упоминается в документе юриста Азо.
В других документах имя Пепо упоминается в связи с судебным производством при дворе Генриха IV. В этом процессе речь шла об убийстве одного серва (то есть несвободного). Пепо участвовал в нём в качестве эксперта-консультанта, применявшего римские правовые формулы.
В других источниках «Moralia Regum» которая была написана во Франции исходит из того, что Пепо не был юристом «nullius nominis», а являлся магистром, пользовавшимся уважением.
В любом случае, точного ответа, кем был Пепо, наука не имеет, в связи с отдалённостью исторической эпохи и минимальным количеством источников.
Однако исходя из его труда в «Codicis Justiniani et Institutionum baiulus» можно рассматривать Пепо в качестве предшественника основанной несколько позднее школы глоссаторов в Болонье.